# Владимир Петков
Владимир Петков (болг. Владимир Иванов Петков; нар. 26 січня 1971, Видин) — болгарський шахіст, гросмейстер від 2007 року.

## Шахова кар'єра
До 2003 року не досягав значних успіхів на міжнародній арені (станом на 1 жовтня 2003 року мав рейтинг Ело 2343 бали). Потім упродовж двох років увійшов до числа провідних болгарських шахістів. За той період досягнув низки успіхів, зокрема: переміг у Ашах-ан-дер-Донау (2004), Велико-Тирново (2005) і Задарі (2005), посів 4-те місце на чемпіонаті Болгарії (Плевен, 2005), посів 2-ге місце в Ортігейрі (2005, позаду Томаша Орала), поділив 2-ге місце в Маріні (2005, позаду Ольдена Ернандеса Карменатеса, разом з Марьюсом Манолаке і Владіміром Дімітровим), поділив 3-тє місце в Ла-Побла-да-Лільєті (2005, позаду Віктора Москаленка і Карена Мовсісяна, разом з Ентоні Костеном), а також виграв у Ферролі (2005), де виконав першу гросмейстерську норму. 2006 року поділив 2-ге місце (позаду Ольдена Ернандеса Карменатеса, разом з Ілмарсом Старостітсом) у Ферролі. 2007 року виконав другу і третю гросмейстерські норми, відповідно в Альбасете (поділив 3-тє місце позаду Ібрагіма Хамракулова і Драгана Пауновича, разом з Рамоном Матео і Реньєром Кастелланосом Родрігесом) і Меці (поділив 3-тє місце позаду Сергія Федорчука і Василя Шикули, разом із, зокрема, В'ячеславом Ейнгорном, Андрієм Щекачовим, Вадимом Малахатьком і Станіславом Савченком) ще дві гросмейстерські норми і наприкінці року ФІДЕ присудила йому цей титул. Також поділив 1-ше місце (разом з Хрістосом Банікасом і Тиграном Гарамяном) на регулярному турнірі за швейцарською системою, який відбувся в Афінах. 2010 року переміг у Чезенатіко. У 2014 році посів 1-ше місце у Габічче-Маре, а також у Мартіньї.
Представляв Болгарію на командних змаганнях, зокрема:  на шаховій олімпіаді (2006) і  на командному чемпіонаті Європи (2013).
Найвищий рейтинг Ело в кар'єрі мав станом на 1 жовтня 2013 року, досягнувши 2573 очок займав тоді 6-те місце серед болгарських шахістів.

## Зміни рейтингу
| На цьому місці має відображатися графік чи діаграма, однак з технічних причин його відображення наразі вимкнено. Будь ласка, не видаляйте код, який викликає це повідомлення. Розробники вже працюють для того, щоби відновити штатне функціонування цього графіка або діаграми. | |
| | На цьому місці має відображатися графік чи діаграма, однак з технічних причин його відображення наразі вимкнено. Будь ласка, не видаляйте код, який викликає це повідомлення. Розробники вже працюють для того, щоби відновити штатне функціонування цього графіка або діаграми. |